# Alexandre Boucicaut
Jean-Michel Alexandre Boucicaut (ur. 18 listopada 1981 w Port-au-Prince) – haitański piłkarz występujący na pozycji napastnika. Zawodnik dominikańskiego klubu Moca FC.

## Kariera klubowa
Boucicaut karierę rozpoczynał w 1999 roku w zespole Racing Club Haïtien. W trakcie sezonu 2000 odszedł do Violette AC. Spędził tam 4 lata. W 2004 roku podpisał kontrakt z amerykańskim klubem Chicago Fire. W MLS zadebiutował 21 sierpnia 2004 roku w zremisowanym 1:1 pojedynku z Los Angeles Galaxy. W sezonie 2004 w barwach Chicago rozegrał 5 spotkań. Potem odszedł do Colorado Rapids, także grającego w MLS. Spędził tam sezon 2005, jednak nie rozegrał tam żadnego spotkania.
W 2007 roku wrócił do Violette AC.

## Kariera reprezentacyjna
W reprezentacji Haiti Boucicaut zadebiutował w 2001 roku. W 2007 roku został powołany do kadry na Złoty Puchar CONCACAF. Zagrał na nim w meczach z Gwadelupą (1:1), Kostaryką (1:1, gol) i Kanadą (0:2), a Haiti zakończyło turniej na fazie grupowej.